# Guarumal (Chiriquí)
Guarumal es un corregimiento del distrito de Alanje en la provincia de Chiriquí, República de Panamá. Está ubicada en la zona norte del golfo de Chiriquí. La localidad tiene 2.418 habitantes (2010).